# Bojok, Kroleveț
Bojok (în ucraineană Божок) este localitatea de reședință a comunei Cervonîi Ranok din raionul Kroleveț, regiunea Sumî, Ucraina. În secolul al XIX-lea, satul făcea parte din volostul Mutîn, uezdul Kroleveț.

## Demografie
Componența lingvistică a localității Bojok
     Ucraineană (96,03%)
     Rusă (3,97%)
Conform recensământului din 2001, majoritatea populației localității Bojok era vorbitoare de ucraineană (96,03%), existând în minoritate și vorbitori de rusă (3,97%).